# Jean DuShon
Jean DuShon (nacida Anna Jean Harris, más tarde Atwell, 16 de agosto de 1935 – 19 de julio de 2019) fue una cantante y actriz de teatro afroamericana de  jazz y R&B. Era conocida por sus grabaciones en la década de 1960, incluida la primera grabación publicada de la canción "For Once in My Life" en 1966, aunque muchos no habían escuchado su versión y asumieron que la grabación original era de Stevie Wonder. 

## Biografía
Nació en Detroit, Míchigan, cantó en la iglesia cuando era niña y luego participó y ganó concursos de talentos locales. Se volvió profesional a los 15 años cuando comenzó a actuar en clubes nocturnos. Fue influenciada por estrellas como Billie Holiday y Dinah Washington, y en una ocasión se enfrentó a un Washington enojado que la acusó de copiarla. Estudió en el Conservatorio de Detroit y atrajo la atención del agente de negocios musicales John Levy, mánager de la cantante Nancy Wilson. Ganó compromisos de canto de DuShon en todo Estados Unidos, y después de que él y Wilson tuvieron una pelea, prometió que convertiría a DuShon en una estrella más grande que ella. Sin embargo, luego se casó con Freddie Atwell, quien se convirtió en su mánager, y se mudaron a la ciudad de Nueva York.  
Luego, se unió a la banda de Cootie Williams como vocalista destacada, antes de ser descubierta por Ahmet Ertegun de Atlantic Records, quien la contactó con el productor Phil Spector. Grabaron una versión de "Talk to Me, Talk to Me" de Little Willie John en Atco en 1961, pero no tuvo éxito. Luego, grabó sencillos con varios sellos, incluidos Lennox, OKeh y Columbia, antes de unirse Chess Records en 1964.   Allí grabó tres álbumes. El primero, Make Way for Jean DuShon, fue grabado con el quinteto Lou Donaldson y lanzado en el sello subsidiario Argo en 1964. Le siguió You Better Believe Me, con el trío Ramsey Lewis, en 1965, y finalmente Feeling Good, nuevamente con Donaldson y arreglado por Oliver Nelson, con Cadet en 1966.  

Mientras estaba con Cadet, fue contactada por el compositor de Motown, Ron Miller, con una canción que él había coescrito, "For Once in My Life". Grabó la canción, con arreglo de Bart Keyes y producción de Esmond Edwards. El sencillo fue publicado por Cadet en octubre de 1966, se convirtió en un éxito local y ha sido descrito como "una belleza, coronada por altísimas modulaciones que brillan con la esperanza del amor".  Sin embargo, al escucharla y descubrir que Miller era el coautor, Berry Gordy le pidió a Chess que no la promocionara,  e hizo grabar la canción por Connie Haines, Barbara McNair y más tarde Stevie Wonder, cuya grabación se convirtió en un éxito mundial.  Después de un sencillo más, DuShon dejó Chess y no grabó posteriormente. Más tarde dijo sobre el fracaso de "For Once in My Life":
Fue una decepción muy grande en mi vida. Dejé de cantarla porque no tenía la canción. No tenía nada. Ya no era mío. 
Sin embargo, actuó como cantante de jazz en muchos de los principales clubes de Nueva York a finales de los años sesenta y setenta. También cantó y realizó giras con Lloyd Price y Fats Domino, actuó en clubes con Ray Charles, cantó con Count Basie y apareció en el Festival de Jazz de Nueva Jersey de 1967.   Alentada por el actor Dick Anthony Williams, también comenzó a trabajar en producciones teatrales fuera de Broadway y, más tarde, en Broadway, incluidas What the Wine Sellers Buy, y con Cab Calloway en Bubbling Brown Sugar. También actuó en Blues in the Night, que fue nominada a un premio Tony, y reemplazó a Odetta en Little Dreamer: A Night in the Life of Bessie Smith.  En 1991, realizó una gira por Europa, actuando en un concierto de gala del Rey Hussein de Jordania, y en 1992 actuó en una gala para el presidente electo Bill Clinton.  
Bajo su nombre de casada, Anna Atwell, murió en Stone Mountain, Georgia, el 19 de julio de 2019, a los 83 años 

## Discografía

### Álbumes
- Make Way for Jean DuShon (Argo, 1964)
- You Better Believe Me (con Ramsey Lewis Trio, Argo, 1965)
- Feeling Good (Cadet, 1966)

### Sencillos
- "Is It Wrong To Be Right" (ABC-Paramount, 1960)
- "Talk to Me, Talk to Me" (Atco, 1961)
- "Play Thing" (OKeh, 1962)
- "Look The Other Way" (Lennox, 1963)
- "More (Theme from 'Mondo Cane')" (con Ramsey Lewis Trio, Argo, 1965)
- "Feeling Good" (Argo, 1965)
- "Out in the Cold Again" (Cadet, 1966)
- "For Once in My Life" (Cadet, 1966)
- "As I Watch You Walk Away" (Cadet, 1966)